# Pierre Lattès
Pour les articles homonymes, voir Lattès.
 (décembre 2014).
Améliorez-le ou discutez des points à vérifier. 
Pierre Lattès (Paris, 24 juin 1941 - Paris, 1er juin 2013) fut un présentateur d'émissions de musiques rock, et pop ; chroniqueur musical spécialiste de jazz dans l'audiovisuel et la presse, directeur artistique, ingénieur du son, créateur de radios et directeur des programmes.

## Radio
Pierre Lattès fit ses débuts de radio en 1966 au Pop-Club de José Artur, qu'il quitta en avril 1969, pour animer sur Europe 1 l'émission Periphérik, en compagnie de Sam Bernett, sur offre de Lucien Morisse. Il revint au Pop-Club et produisit aussi sur France Inter, en 1970, Mon fils avait raison, puis Boogie sur France Inter (1973–74). Sous la présidence de Louis Dandrel à France Musique (1975–1977), il fut responsable des musiques improvisées. Lors de la démission de Dandrel, il fit partie de ceux qui quittèrent la chaîne par solidarité avec lui.
En 1982 il participa au lancement de Radio Nova. En 1985, après avoir aidé au développement du réseau NRJ, il fonda avec Eric Péchadre et Jean-Baptiste Blanchemain Fun Radio (en dissidence de plusieurs stations NRJ du sud), réseau qu'il quitta en 1988 quand celui-ci fut racheté par le Groupe Hersant.

## Télévision
Parallèlement à sa chronique dans le Pop-Club, Pierre Lattès s'occupait, sur la 2e chaîne, de Bouton rouge (16 avril 1967 – mai 1968), le premier magazine de rock à la télévision, au début inséré dans l'émission  Seize millions de jeunes.
Il anima Rock en Stock de janvier 1972 à février 1974 sur la 1re chaîne.
Il a aussi coanimé certaines émissions de Post Scriptum avec Michel Polac.

## Presse écrite
Pierre Lattès contribua aux magazines Jazz Hot et Rock & Folk, à Hara Kiri Hebdo avec une rubrique intitulée "Méchamment rock", et enfin à Charlie Hebdo, mais sous différents pseudonymes. Sous le pseudonyme de Cucullus, il a également tenu une chronique gastronomique dans Charlie Mensuel dès le No 60 (janvier 1974).[réf. nécessaire]

## Autres
- Pierre Lattès fut, en compagnie de Frank Zappa, le présentateur du Festival Actuel, qui eut lieu du 24 au 28 octobre 1969 à Amougies, en Belgique.
- En 1971, il produisit l'album Camembert électrique du groupe Gong.
- En 1976, il produisit l'album Mardi Gras de Zachary Richard[4] ; l'année suivante, l'album Bayou des mystères[5].

### Vidéos
- « / INA », sur ina.fr (consulté le 26 novembre 2023)

Extrait de Post Scriptum:
- « Post Scriptum : émission du 7 octobre 1970 » [vidéo], sur ina.fr via Internet Archive (consulté le 26 novembre 2023)